# Баласанян, Гурген Аршакович
Гурген Аршакович Баласанян (15 октября 1910 года, Артамет (Ванский вилает), Османская империя — 5 декабря 1982 года, Ереван) — советский и армянский режиссёр и сценарист. Заслуженный деятель искусств Армянской ССР (1963).

## Биография
В 1936 году окончил режиссёрский факультет ВГИКа. Член КПСС с 1940 года. 
В годы Великой Отечественной войны был режиссёром фронтовых киногрупп. Автор около 80 документальных фильмов. Награждён медалью «За победу над Германией в Великой Отечественной войне 1941–1945 гг.», медалью «За оборону Кавказа»

## Фильмография

### Режиссёр
- 1932 — «Кто передовой»
- 1933 — «Две жизни»
- 1935 — «Кролиководство»
- 1935 — «Пионерский призыв» («Пионерский зов»)
- 1935 — «Противовоздушная оборона»
- 1935 — «Роды» («Рождение»)
- 1936 — «Предание земле останков Комитаса»
- 1938 — «Первый парламент Советской Армении»
- 1938 — «Первый парламент Советской Армении»
- 1939 — «Праздник силы и красоты»
- 1939 — «Праздник силы и красоты»
- 1939 — «Тысячелетие»
- 1940 — «Лагерная жизнь»
- 1940 — «Страна радости»
- 1940 — «Юбилей Арус Восканян»
- 1941 — «Для фронта»
- 1944 — «Возвращение Черноморского флота»
- 1944 — «Сыны Армении в Отечественной войне» («Сыны Армении»)
- 1945 — «Страна родная»
- 1946 — «Генерал Армии»
- 1946 — «Зангезурцы»
- 1947 — «Возвращение»
- 1947 — «Героиня»
- 1947 — «Люди колхоза села Цитанков» (армянский вариант)
- 1948 — «Люди колхоза села Цитанков» (русский вариант)
- 1949 — «В родных горах»
- 1949 — «В родных горах»
- 1949 — «Ленинакан»
- 1949 — «Ленинакан»
- 1951 — «Олимпиада»
- 1952 — «Пионерское лето»
- 1953 — «Вина Армении»
- 1954 — «Лес — наш друг»
- 1959 — «На родной земле»
- 1959 — «Поёт Степанаван»
- 1960 — «Золотые руки»
- 1960 — «Народные таланты»
- 1960 — «Розовый город»
- 1960 — «Золотые руки»
- 1961 — «Артист народа» («Грачья Нерсесян»)
- 1962 — «Месроп Маштоц»
- 1963 — «Волшебница-химия»
- 1963 — «Саят-Нова»
- 1963 — «Хирургия на службе животноводства»
- 1964 — «Мост дружбы»
- 1964 — «Чудесница химия»
- 1965 — «Нельсон Степанян» («Песня о Соколе»)
- 1966 — «Сильнее смерти»
- 1967 — «Освоение каменистых земель»
- 1967 — «Песня не кончается»
- 1968 — «Ереван-2750»
- 1968 — «Здесь работают по-новому»
- 1968 — «Тайна золотой горы»
- 1969 — «Адмирал Исаков»
- 1970 — «Работать по-новому»
- 1971 — «Ликует Армения»
- 1971 — «Огненное дыхание»
- 1972 — «Горение»
- 1973 — «Мастера грядущего»
- 1973 — «Сказ о братстве»
- 1974 — «Аисты над крышей»
- 1974 — «Виноградарство в Армении»
- 1975 — «Осень в Чинарах»
- 1975 — «Памятники бессмертия»
- 1976 — «Горное плодоводство в Армении»
- 1976 — «Майское восстание в Армении»
- 1976 — «Наш друг Индия»
- 1976 — «Незабываемые дни»
- 1976 — «Содружество»
- 1977 — «Комплексная механизация возделывания виноградников на каменистых почвах»
- 1977 — «Персики Армении»
- 1977 — «Посвящение»
- 1977 — «Я увидел могучую Армению»
- 1978 — «Соединение Восточной Армении с Россией»
- 1978 — «Хранение фруктов и винограда»
- 1979 — «Амаяк Сирас»
- 1979 — «Герой земли»
- 1979 — «Жемчужина Армении»
- 1981 — «Делегаты»
- 1981 — «Специализация в семеноводстве»

### Сценарист
- 1932 — «Кто передовой»
- 1935 — «Кролиководство»
- 1935 — «Пионерский призыв» («Пионерский зов»)
- 1935 — «Противовоздушная оборона»
- 1935 — «Роды» («Рождение»)
- 1936 — «Предание земле останков Комитаса»
- 1938 — «Первый парламент Советской Армении»
- 1939 — «Праздник силы и красоты»
- 1939 — «Тысячелетие»
- 1940 — «Лагерная жизнь»
- 1940 — «Юбилей Арус Восканян»
- 1941 — «Для фронта»
- 1944 — «Возвращение Черноморского флота»
- 1944 — «Сыны Армении в Отечественной войне» («Сыны Армении»)
- 1946 — «Генерал Армии»
- 1946 — «Зангезурцы»
- 1947 — «Возвращение»
- 1947 — «Люди колхоза села Цитанков» (армянский вариант)
- 1951 — «Олимпиада»
- 1952 — «Пионерское лето»
- 1963 — «Хирургия на службе животноводства»
- 1964 — «Мост дружбы»
- 1965 — «Нельсон Степанян» («Песня о Соколе»)
- 1967 — «Песня не кончается»
- 1968 — «Ереван-2750»
- 1968 — «Тайна золотой горы»
- 1969 — «Адмирал Исаков»
- 1970 — «Работать по-новому»
- 1971 — «Ликует Армения»
- 1971 — «Огненное дыхание»
- 1973 — «Сказ о братстве»
- 1974 — «Виноградарство в Армении»
- 1976 — «Содружество»
- 1977 — «Я увидел могучую Армению»
- 1978 — «Хранение фруктов и винограда»
- 1979 — «Герой земли»
- 1981 — «Делегаты»
- 1981 — «Специализация в семеноводстве»

## Награды
- Медаль «За трудовое отличие» (27 июня 1956).
- Медаль «За победу над Германией в Великой Отечественной войне 1941—1945 гг.».
- Медаль «За оборону Кавказа».
- Заслуженный деятель искусств Армянской ССР (1963).